# Tito Gobbi
Tito Gobbi (Bassano del Grappa, 24 de outubro de 1913 — Roma, 5 de março de 1984) foi um barítono italiano, um dos mais famosos do século XX.

## Biografia
Gobbi chegou a estudar direito na universidade de Pádua antes de mudar-se para Roma para perseguir a carreira lírica. Fez sua estreia em Gubbio, como Rodolfo em La sonnambula, de Vincenzo Bellini. Foi contratado pelo Scala de Milão em 1935, e passou a desempenhar papéis secundários cada vez mais importantes até 1942, quando foi pela primeira protagonista em uma ópera neste teatro - L'Elisir d'Amore, de Gaetano Donizetti.
Após a Segunda Guerra Mundial, começou a atuar internacionalmente, em cidades tais como Estocolmo (1947), Londres (1948), San Francisco (1948), Salzburgo (1952) e Chicago (1953). Estreou no Metropolitan em 1956, no papel que talvez tenha sido um de seus maiores sucessos de público: o Scarpia da Tosca. Seis anos mais tarde, Gobbi participaria neste mesmo papel de uma apresentação especial do segundo ato da ópera de Puccini no Covent Garden, ao lado de Maria Callas. Embora nenhum dos dois intérpretes estivesse no auge de sua forma vocal, esta gravação tornou-se histórica por tratar-se de um dos poucos registros em vídeo disponíveis da cantora, e terminou contribuindo de forma significa para a popularidade do barítono.
Gobbi também participou de aproximadamente vinte filmes, a maior parte versões cinematográficas de óperas de compositores tais como Verdi, Puccini e Rossini. A partir dos anos 1960, dedicou-se igualmente à direção, especialmente para a Chicago Opera House. Retirou-se oficialmente dos palcos em 1979, e escreveu duas autobiografias, publicadas em 1979 e 1984 (veja referências, abaixo).

## Características
Usualmente associado aos dramas de Verdi e ao verismo italiano, Gobbi possuía todavia um repertório bastante abrangente. O barítono chegou a cantar mais de 100 papéis, muitos em óperas que são raramente encenadas no circuito internacional, tais como a Écuba de Malipiero ou La locandiera, de Persico, além de obras de Ermanno Wolf-Ferrari, Ildebrando Pizzetti e Alban Berg, entre outros. De todo modo, suas atuações mais célebres permanecem as que realizou com o Scala de Milão nos anos 1950, usualmente tendo por parceiros de palco dois dos maiores cantores do século, Maria Callas e Giuseppe di Stefano.
Gobbi dedicou-se intensamente à sua formação musical e dominava com segurança as técnicas vocais requeridas para uma carreira lírica de nível internacional. Embora não possuísse uma voz de timbre particularmente agradável, ou mesmo de alcance especialmente incomum, compensava estas limitações com um trabalho de cena espetacular. Ele tornou-se reconhecido como um dos grandes barítonos do século XX especialmente por suas habilidades dramáticas, que podem ser constatadas, por exemplo, no referido vídeo do segundo ato da Tosca.

## Discografia resumida
- Berg: Wozzeck (Dow, Munteanu, Tajo, Picchi; Sanzogno, 1954) Myto
- Donizetti: L'elisir d'amore (Carosio, Monti; Santini, 1952) EMI
- Donizetti: Lucia di Lammermoor (Callas, Di Stefano; Serafin, 1953) EMI
- Giordano: Fedora (Olivero, Del Monaco; Gardelli, 1969) Decca Records
- Leoncavallo: Pagliacci (Callas, Di Stefano; Serafin, 1954) EMI
- Leoncavallo: Pagliacci (Amara, Corelli; Matačić, 1960) EMI
- Franco Leoni: L'oracolo (Sutherland, Tourangeau; Bonynge, 1975) Decca Records
- Mascagni: Cavalleria rusticana (Souliotis, Del Monaco; Varviso, 1966) Decca Records
- Mozart: Don Giovanni (Welitsch, Schwarzkopf, Kunz, Seefried, Greindl; Furtwängler, 1950) Archipel
- Mozart: The Marriage of Figaro A live performance from Covent Garden, 1963, conducted by Georg Solti. Gobbi plays the Count. Published by operadepot.com.
- Puccini: La bohème (Scotto, Poggi; Votto, 1961) Deutsche Grammophon
- Puccini: Gianni Schicchi (de los Ángeles, del Monte; Santini, 1958) EMI
- Puccini: Gianni Schicchi (Cotrubas, Domingo; Maazel, 1976) CBS/Sony
- Puccini: Madama Butterfly (de los Ángeles, Di Stefano; Gavazzeni, 1954) EMI
- Puccini: La fanciulla del West (Corelli, Frazzoni, Ricciardi; Votto 1956) IMD
- Puccini: Il tabarro (Mas, Prandelli; Bellezza, 1955) EMI
- Puccini: Tosca (Callas, Di Stefano; de Sabata, 1953) EMI
- Puccini: Tosca, Act 2. Live video recording at the Royal Opera House, London, 1964
- Puccini: Tosca (Callas, Bergonzi; Prêtre, 1964) EMI
- Puccini: Le Villi (Scotto, Domingo, Nucci; Maazel, 1979) CBS/Sony
- Rossini: Il barbiere di Siviglia (Callas, Alva; Galliera, 1957) EMI
- Richard Strauss: Salome (Fiorenzo Tasso, Maria Benedetti, Lily Djanel; Alfredo Simonetto, 1952) MYTO
- Verdi: Aida (Callas, Barbieri, Tucker; Serafin, 1955) EMI
- Verdi: Un ballo in maschera (Callas, Ratti, Barbieri, Di Stefano; Votto, 1956) EMI
- Verdi: Don Carlos (Stella, Nicolai, Filippeschi, Christoff; Santini, 1954) EMI
- Verdi: Don Carlos (Brouwenstijn, Vickers, Christoff, Barbieri; Giulini 1958) MYTO
- Verdi: Falstaff (Schwarzkopf; Karajan, 1956) EMI
- Verdi: Nabucco (Souliotis, Prevedi; Gardelli, 1965) Decca Records
- Verdi: Otello (Rysanek, Pirazzini, Vickers; Serafin, 1960) RCA
- Verdi: Rigoletto (Callas, Di Stefano; Serafin, 1955) EMI
- Verdi: Simon Boccanegra (de los Ángeles, Campora, Christoff; Santini, 1957) EMI
- Verdi: La traviata (Stella, Di Stefano; Serafin, 1955) EMI

## Filmografia selecionada
- Forbidden Music (1942)
- Before Him All Rome Trembled (1946)
- O sole mio (1946)
- The Barber of Seville (1947)
- Mad About Opera (1948)
- The Lady of the Camellias (1947)
- The Glass Mountain  (1949)
- The Force of Destiny (1950)
- Soho Conspiracy (1950)
- The Firebird (1952)

## Obras
- Gobbi, Tito. My Life. ISBN 0385156278
- Gobbi, Tito. Tito Gobbi on His World of Italian Opera. ISBN 0531097676